# Maurice Verdonck
Maurice Verdonck, belgijski veslač, * 21. april 1879, Gent, Belgija, † 1. marec 1968, Gentbrugge, Belgija.
Verdonck je veslal za Royal Club Nautique de Gand, za katerega je na Poletnih olimpijskih igrah 1900 v Parizu osvojil srebrno medaljo.